# Nicolai Jørgensen
Nicolai Jørgensen (Fredericia, 15 de janeiro de 1991) é um futebolista dinamarquês que atua como atacante. Atualmente está sem clube.
Foi artilheiro do campeonato holandês de 2016/2017 com 21 gols.

## Títulos
Copenhagen
- Campeonato Dinamarquês: 2012–13, 2015–16
- Copa da Dinamarca: 2014–15, 2015–16

Feyenoord
- Eredivisie: 2016–17
- Copa dos Países Baixos: 2017–18
- Supercopa dos Países Baixos: 2017

### Artilharias
- Eredivisie de 2016–17 (21 gols)